# Antonín Jurásek
Antonín Jurásek (* 31. března 1945) je bývalý český fotbalový brankář.

## Fotbalová kariéra
Začínal v Ostrožské Nové Vsi. V československé lize hrál za TJ Gottwaldov a VP Frýdek-Místek. Nastoupil v 59 ligových utkáních. Gól v lize nedal. Vítěz Českého a Československého poháru 1970. V Poháru vítězů pohárů nastoupil ve 2 utkáních. Z ligového Frýdku-Místku odešel po polovině sezóny do Spartaku Uherský Brod.

## Ligová bilance
| Ročník                                   | Zápasy | Góly | Klub             |
| ---------------------------------------- | ------ | ---- | ---------------- |
| 1. československá fotbalová liga 1969/70 | 24     | 0    | TJ Gottwaldov    |
| 1. československá fotbalová liga 1970/71 | 25     | 0    | TJ Gottwaldov    |
| 1. československá fotbalová liga 1976/77 | 10     | 0    | VP Frýdek-Místek |
| CELKEM 1. liga                           | 59     | 0    |                  |